# 日曜日は別れの時
『日曜日は別れの時』（Sunday Bloody Sunday）は、1971年公開のイギリス・アメリカ映画。
中年医師と若い芸術家、夫と別居中のキャリアウーマンをめぐる三角関係を描く。

## あらすじ
かけ出しの若い彫刻家ボブと恋愛関係にある、ユダヤ人医師のダニエル。しかしボブは、夫と別居して経営コンサルタントをしている女性アレックスとも交際しており、彼女もボブとダニエルの関係を承知していた。
やがてボブは芸術家としての人生のため、二人のもとを去ることを決める。

## 出演
- グレンダ・ジャクソン：アレックス
- ピーター・フィンチ：ダニエル
- マレー・ヘッド：ボブ
- ペギー・アシュクロフト：アレックスの母
- モーリス・デナム：アレックスの父
- ベッシー・ラヴ：電話交換手
- ダニエル・デイ＝ルイス：少年

## 受賞歴
- 全米映画批評家協会賞 - 主演男優賞、脚本賞
- ニューヨーク映画批評家協会賞 - 脚本賞
- ゴールデングローブ賞 - 外国語映画賞
- 第25回英国アカデミー賞 - 作品賞、主演男優賞、主演女優賞、監督賞、編集賞
- 第44回アカデミー賞（ノミネート） - 主演男優賞、主演女優賞、監督賞、脚本賞

## 備考
- 一般劇場公開された映画で初めて、男性同士のラヴシーンが描かれた作品（『セルロイド・クローゼット』より）。
- ダニエル・デイ＝ルイスは、本作に端役で出演し映画デビューした。